# Jordan Roland
Jordan Jamal Roland (* 15. Januar 1997 in Syracuse (New York)) ist ein US-amerikanischer Basketballspieler.

## Werdegang
Nach der Schulzeit an der Westhill High School in der Stadt Syracuse wechselte Roland 2015 an die George Washington University. Dort spielte er bis 2017. Von 2017 bis 2020 war er Mitglied der Hochschulmannschaft der Northeastern University. Aufgrund der Wechselbestimmungen der NCAA nahm Roland im Spieljahr 2017/18 nicht am Wettkampfbetrieb teil. Er wurde als bester Basketballspieler Neuenglands des Jahres 2020 ausgezeichnet, nachdem er im Spieljahr 2019/20 einen Mittelwert von 21,9 Punkten erzielt hatte. Er fiel in seiner NCAA-Zeit durch Treffsicherheit beim Dreipunktewurf auf.
Roland begann seine Laufbahn im Berufsbasketball im Februar 2021 beim isländischen Erstligisten Valur Reykjavik, für den er bis zum Ende des Spieljahres 2020/21 einen Mittelwert von 21,6 Punkten je Begegnung erzielte. Im Sommer 2021 nahm er ein Angebot des deutschen Zweitligisten Rostock Seawolves an. Mit der Mannschaft aus Nordostdeutschland stieg er 2022 in die Basketball-Bundesliga auf. Roland trug zu diesem Erfolg in 38 Einsätzen im Durchschnitt 12,3 Punkte je Begegnung bei. Er trat anschließend mit Rostock in der höchsten Spielklasse an. Im August 2023 zog sich Roland eine schwere Knieverletzung zu, die eine lange Pause nach sich zog. Im November 2023 gaben die Rostocker die Trennung bekannt.
Anfang November 2024 wurde Roland vom Zweitligisten Gladiators Trier verpflichtet. Er trug dazu bei, dass die Mannschaft Ende Mai 2025 den Meistertitel in der 2. Bundesliga ProA gewann.

### Familie
Bruder Ryan war Jordan Rolands Mannschaftskamerad an der Westhill High School, spielte dann am Mercyhurst College und am Le Moyne College. Vater Ryan Roland war Basketballspieler am Mercyhurst College.